# Robbert Gradstein
Robbert Gradstein (Nederland, 31 oktober 1943) is een Nederlandse botanicus.
In 1969 studeerde Gradstein af in de biologie aan de Rijksuniversiteit Utrecht. In 1975 promoveerde hij op het proefschrift A taxonomic monograph of the genus Acrolejeunea (Hepaticae) aan de Rijksuniversiteit Utrecht. Voor zijn proefschrift ontving hij in 1976 de Jesse M. Greenman Award (een onderscheiding voor het beste proefschrift op het gebied van de plantensystematiek in een bepaald jaar) van de Missouri Botanical Garden.
In 1970 en 1971 was Gradstein onderzoeksassistent aan de University of Cincinnati in Cincinnati (Ohio, Verenigde Staten). Van 1971 tot 1995 was hij docent en conservator aan het herbarium van de Rijksuniversiteit Utrecht. In 1986 en 1987 was hij hoogleraar in de tropische botanie aan de University of Michigan.  In 2005 was hij als gastonderzoeker verbonden aan de New York Botanical Garden. Van 1995 tot 2009 was Gradstein hoogleraar in de botanie aan de Georg-August-Universität Göttingen en directeur van de botanische tuin en het herbarium van deze universiteit. In 2009 ging hij met emeritaat. Sedertdien werkt hij als honorair gastmedewerker aan het Muséum national d'histoire naturelle in Parijs en sedert 2021 aan Meise Botanic Garden in België. Daarnaast is hij werkzaam als adviserend hoogleraar aan de East China Normal University in Shanghai. Gradstein is woonachtig in Brussel en Göttingen. 
Gradstein heeft zich gespecialiseerd in tropische botanie (biodiversiteit, ecologie en bescherming van tropische planten (vooral epifyten), waarbij hij zich met name richt op de neotropen en Indonesië (vooral Sulawesi). Tevens is hij gespecialiseerd in taxonomie, fylogenie, biogeografie en ecologie van cryptogamen, waarbij hij zich met name richt op de levermossen. Hij heeft veldonderzoek verricht in Colombia, Venezuela, Ecuador (waaronder de Galapagoseilanden), Peru, Bolivia, Brazilië, Frans-Guyana, Guyana, Suriname, Panama, Costa Rica, Mexico, Puerto Rico, Guadeloupe, Dominica, Réunion, Papoea-Nieuw-Guinea, Japan, Indonesië (Java, Sulawesi), Maleisië, Kreta en de Ardennen.
Gradstein is betrokken geweest bij de promoties van talloze wetenschappers. Zo is hij opgetreden als promotor van Henk van der Werff en André Aptroot. Gradstein heeft meer dan 500 wetenschappelijke artikelen op zijn naam staan en 20 boeken. Hij was onder andere hoofdredacteur van het tijdschrift Taxon, Flora Neotropica en Regnum Vegetabile, en In deze laatste functie verantwoordelijk voor uitgave van de International Code of Nomenclature of Plants, Algae and Fungi. Hij is auteur van "Guide to the Bryophytes of Tropical America" (2001) samen met Steven P. Churchill (Missouri Botanical Garden) yen Noris Salazar Allen (Smithsonian Tropical Research Institute), en redacteur van de "Catalogue of the Plants and Lichens of Colombia" (2016) samen met Rodrigo Bernal en Marcela Celis (Universidad Nacional de Colombia, Bogotá). In 2021 verscheen zijn handboek "The Liverworts and Hornworts of Colombia and Ecuador", resultaat van bijna 50 jaar onderzoek.
Van 1980 tot 1983 was Gradstein vice-voorzitter van de Koninklijke Nederlandse Botanische Vereniging. Van 1999 tot 2005 was hij voorzitter van de International Association of Bryologists en gedurende bijna twintig jaar secretaris-generaal van deze organisatie, sinds de oprichting in 1969. Hij is lid van de Akademie van Wetenschappen van Göttingen en de Akademie der Exacte Wetenschappen van Colombia (Academia Colombiana de Ciencias Exactas, Físicas y Naturales), de International Association of Plant Taxonomists (IAPT) en de American Society of Plant Taxonomists. Voor zijn botanisch onderzoek ontving Gradstein in 1994 de Candolle prijs van de Societé de Physique et d'Histoire Naturelle de Genève en in 2013 de Hedwig Medaille van de International Association of Bryologists.
Robbert Gradstein is tevens een bekwaam musicus (violoncellist) en trad regelmatig op in kamermuziekconcerten in Nederland en Duitsland, en in Frankrijk. Met de leden van Zara Trio (Jan Gispen, viool; Wout van Veen, piano) won hij twee maal het Singer kamermuziekconcours, in 1986 en 1990. CD opnames verschenen van de fluitkwartetten van Mozart (door het Kromme Rijn Fluitkwartet) en de trios van Debussy, Farrenc, Martinu en von Weber.

## Selectie van publicaties
- Directory of bryologists and bryological research (1973)
- Lejeuneaceae: Ptychantheae, Brachiolejeuneae (1994)
- Guide to the Bryophytes of tropical America (2001, met S.R. Churchill & N. Salazar Allen)
- The Hepaticae and Anthocerotae of Brazil (2003, met D.P. Costa)
- Perspectiven der Biodiversitätsforschung (2003, met R. Willmann & G. Zizka)
- The tropical mountain forest : patterns and processes in a biodiversity hotspot (2008, met J. Homeier & D. Gansert)
- A classification of Lejeuneaceae based on molecular and morphological evidence (2013)
- Monograph of the genus Odontoschisma (2015, met A.L. Ilkiu-Borges)
- The liverworts and hornworts of Colombia and Ecuador (2021)
- The genera of liverworts and hornworts of Malaysia (2021, met G.E. Lee)
- Epiphyllous bryophyte diversity in lowland rain forest and lowland cloud forest of French Guiana (2022)
- Bryophyta. Division B Marchantiophyta: Haplomitriopsida, Jungermanniopsida order Jungermanniales. In: M. Sosef (ed.), Flora of Central Africa  (2024)
- An integrative taxonomic study of the genus Lethocolea (2024, with A. Ilkiu-Borges, C. Cargill, K. Beckmann & A. Vanderpoorten)